# Gene Autry

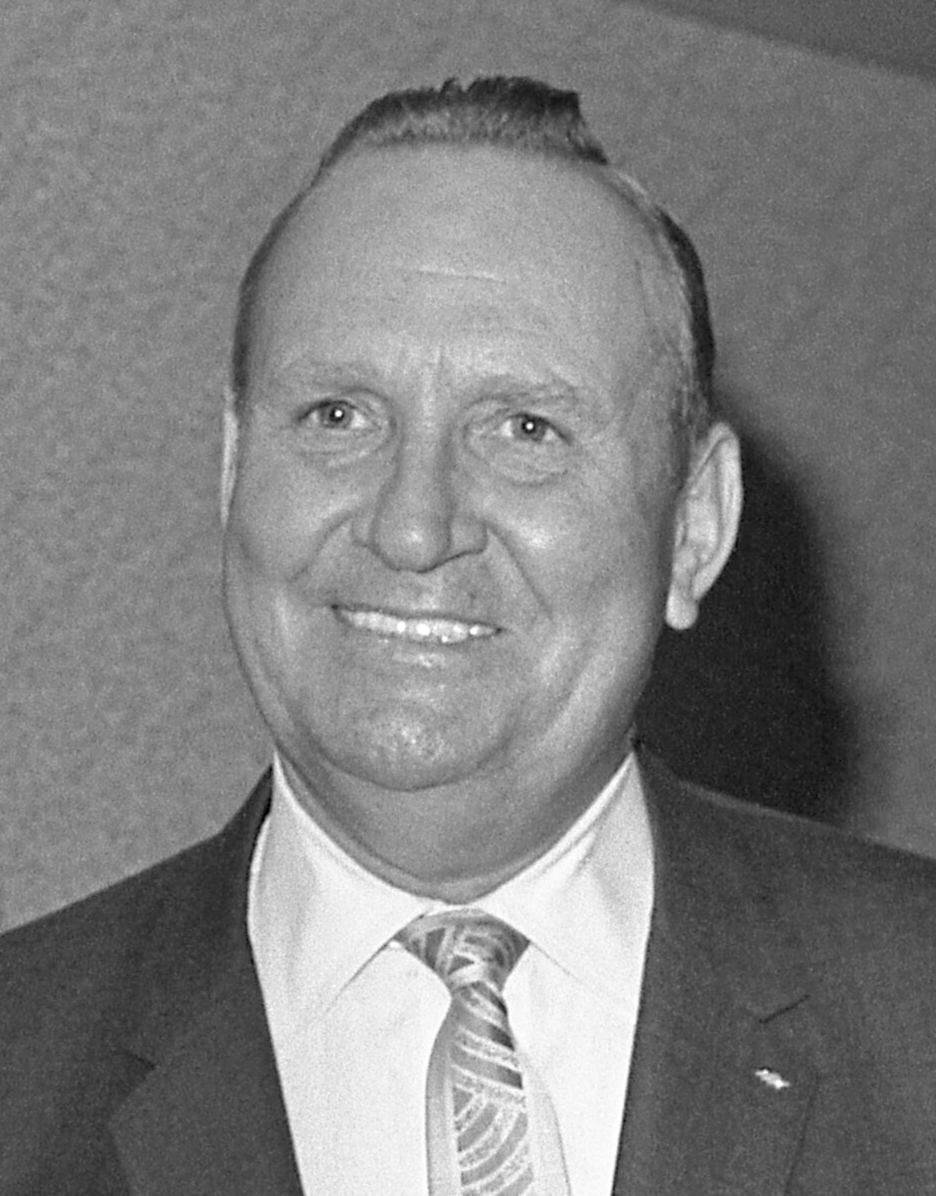
Gene Autry (1964)

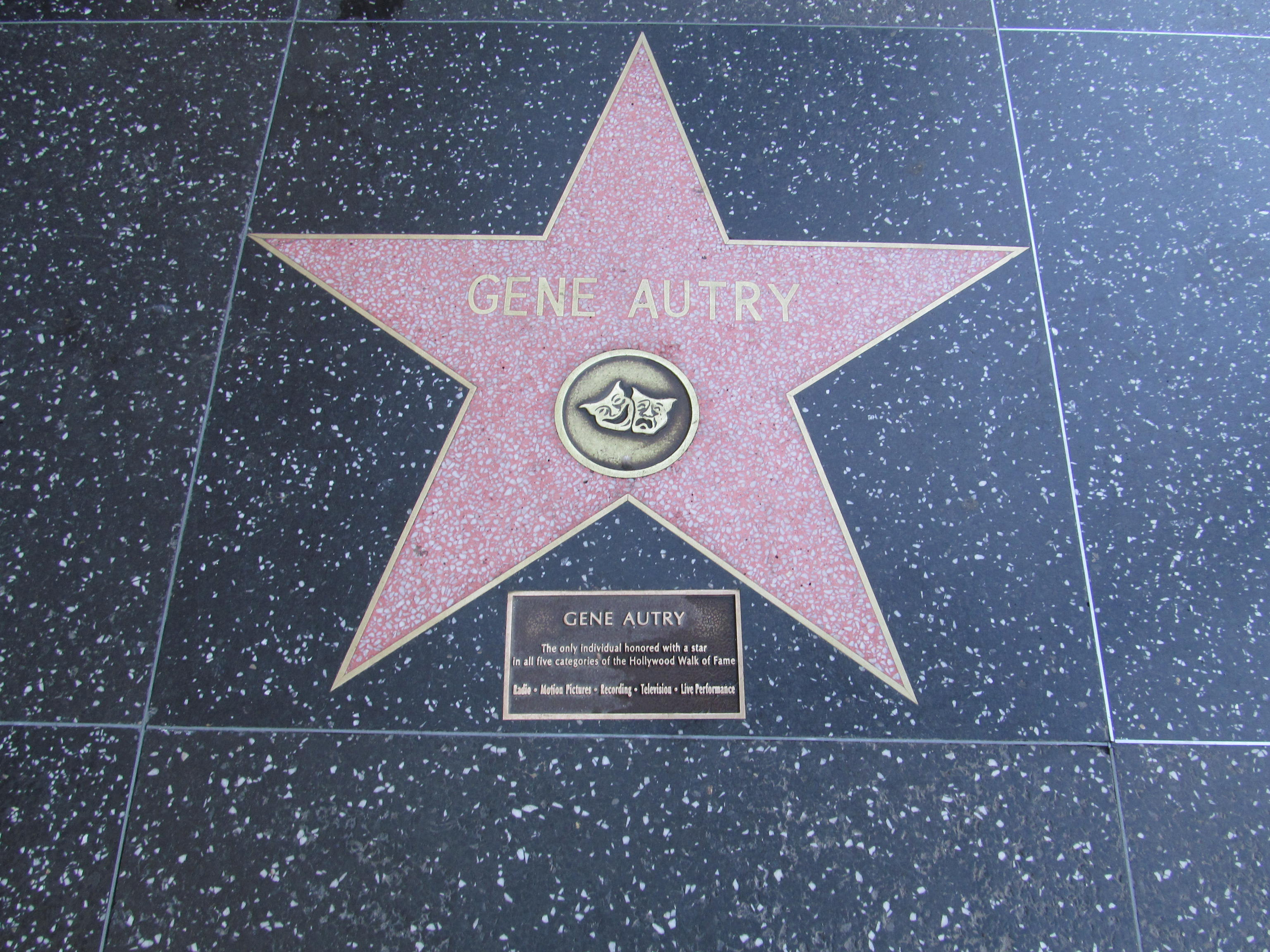
Einer von Autrys fünf Sternen auf dem Hollywood Walk of Fame

Gene Autry (* 29. September 1907 in Tioga, Texas; † 2. Oktober 1998 in Los Angeles, Kalifornien) war ein US-amerikanischer Country-Sänger und Schauspieler. Er hat als einziger Künstler Sterne in allen fünf Kategorien (Film, Fernsehen, Theater, Musik und Radio) auf dem Hollywood Walk of Fame. Berühmt wurde er vor allem durch seine Rollen als „singender Cowboy“.

## Leben

### Jugend
Autry begann bereits als Kind Gitarre zu spielen und zu singen. Erste musikalische Erfahrungen sammelte er bei einer „Medicine Show“, die von Jahrmarkt zu Jahrmarkt tingelte. Nach dem Schulabschluss arbeitete Gene Autry seit dem 18. Juni 1925 als Aushilfs-Telegrafierer bei der St. Louis – San Francisco Railway, wo er als Mitarbeiter von Fahrdienstleiter Jimmy Long beschäftigt war. Beide waren musikbegeistert und intensivierten ihre Zusammenarbeit im Musiksektor. Jimmy Long war der berufliche Chef von Gene Autry und für den 18 Jahre jüngeren Autry privat ein Mentor, der Kompositionen beisteuerte und die Gesangsharmonien übernahm.

### Karriere als Country-Sänger
Anfang 1929 fuhr er mit einem Freifahrschein seiner Eisenbahngesellschaft nach New York, um bei den dortigen Schallplattenfirmen vorzuspielen. Aber erst sein zweiter Besuch an der Ostküste war erfolgreich. Während Autry bereits seit 9. Oktober 1929 Musikaufnahmen machte, nahm Jimmy Long am 1. oder 2. Dezember 1930 seine Komposition That Silver Haired Daddy of Mine mit Cliff Keiser im Duett in einem kleinen Tonstudio in Richmond (Indiana) auf. Die Single erschien beim kleinen Plattenlabel Champion Records (#16190). Damit gelten Long/Keiser als die Interpreten des Originals. Unklar ist, ob Autry und Long das Stück gemeinsam komponiert hatten oder ob Long der alleinige Urheber ist. Der ARC-Geschäftsführer und Musikproduzent Arthur E. Satherley ging von Long als Alleinkomponist aus. Wahrscheinlich hat Autry geringfügig – wenn überhaupt – mitgearbeitet, jedenfalls ist er bei ASCAP als Mitautor registriert. Autry erzählte der Chicago Tribune im Jahr 1983, dass er auf die Idee zum Song durch ein Stück mit dem Titel Dear Old Daddy, You’ve Been More Than a Mother To Me gekommen sei.
Im Jahr 1931 nahm Autry abwechselnd gleich für mehrere Plattenlabels auf, denn zunächst spielte er am 29. Januar 1931 sechs Songs für Gennett Records ein, am 17. Februar 1931 nahm er für die American Record Corporation (ARC) vier Stücke auf, schon am 18. Februar 1931 stand er mit vier Songs für die Victor Talking Machine Company vor dem Mikrofon. Am 25. Februar 1931 entstanden wiederum sechs Aufnahmen für ARC.

Gene Autry – That Silver Haired Daddy of Mine

Während der Aufnahmesession am 29. Oktober 1931 entstanden in den ARC-Studios New York zunächst drei Stücke, bevor That Silver Haired Daddy of Mine von Autry eingespielt wurde. Bei diesem und zwei nachfolgenden Stücken sangen Autrey und Long im Duett. Als weitere Besetzung waren Roy Smeck (Banjo, Steelgitarre) und Frank Marvin (Steelgitarre) anwesend. Drei zusätzliche Songs wurden für ARC am nachfolgenden 30. Oktober 1931 aufgenommen. Noch am selben Tag wechselte Autry das Tonstudio und nahm sechs Stücke für Victor zusammen mit Long als The Long Brothers auf, vier weitere sang er während dieser Session nur mit seiner Gitarre für Victor. Für mehrere Labels aufzunehmen war zu jener Zeit nicht ungewöhnlich, denn nur große Stars waren exklusiv an ein Label gebunden.
Schließlich unterschrieb er 1933 bei ARC, das dem Warenhauskonzern Sears Roebuck gehörte. Fotos von Gene Autry erschienen bald in den Versandkatalogen und trugen dazu bei, ihn landesweit bekannt zu machen. Außerdem trat er regelmäßig in der zu dieser Zeit populärsten Radioshow auf: The National Barn Dance.
Autrys musikalischer Durchbruch gelang im Januar 1932 mit That Silver Haired Daddy of Mine. Von dieser Single wurden bis 1940 über fünf Millionen Exemplare verkauft. Das Label versuchte diesen Erfolg publizistisch auszunutzen und überzog eine Schallplatte öffentlichkeitswirksam mit einer Goldbronzeüberzug, als Ende 1932 insgesamt 500.000 Exemplare verkauft waren. Die erste inoffizielle Goldene Schallplatte der Musikgeschichte war entstanden. Es folgte eine lange Serie weiterer Hits. Gene Autry war Mitte der dreißiger Jahre einer der populärsten Sänger Amerikas. Für seinen Film The Singing Hill nahm er am 20. August 1940 eine Coverversion von Blueberry Hill auf, das später in den Cover-Versionen von Künstlern wie Louis Armstrong, Fats Domino, Elvis Presley und Little Richard zum Klassiker wurde.

### Karriere als Schauspieler

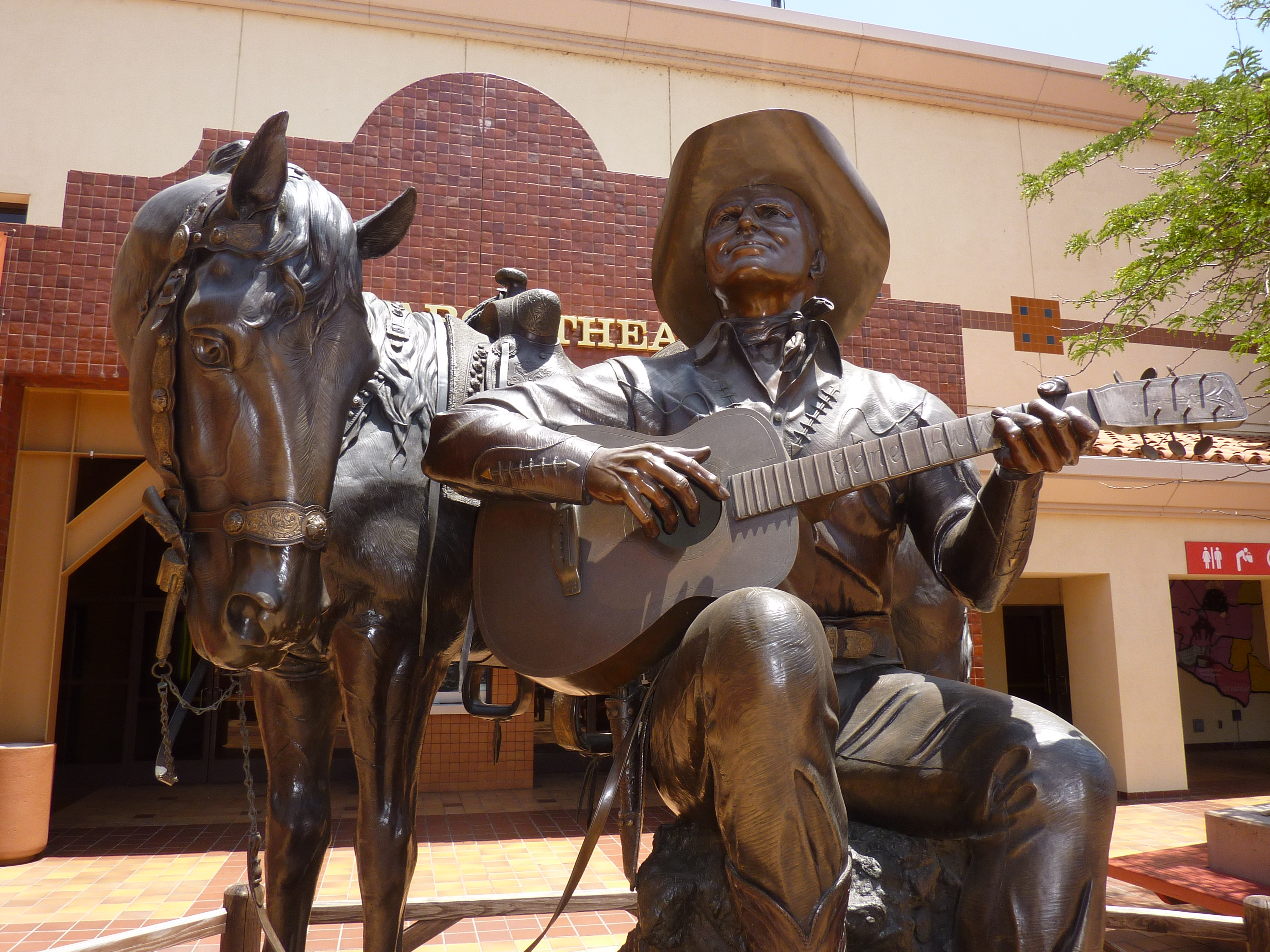
Gene-Autry-Statue als singender Cowboy im Autry National Center of the American West

1934 versuchte Hollywood einen neuen Typ von Western-Film zu kreieren, in dem ein „Singing Cowboy“ im Vordergrund stand. Die damaligen Stars verfügten über keine ausreichenden gesanglichen Fähigkeiten (u. a. versuchte sich auch John Wayne in seiner Anfangszeit als singender Cowboy), und so wurde Gene Autry vom Studio, das mit seinem RAC-Label geschäftlich verbunden war, für den Ken-Maynard-Western In Old Santa Fe angeheuert. Obwohl Gene nur in einer einzigen Szene auftrat, wurde das Experiment zu einem durchschlagenden Erfolg. Es folgten weitere Filme mit zunehmend bedeutenderen Rollen. Im Laufe der nächsten Jahre spielte er die Hauptrolle in etwa 90 Filmen. Alle sechs Wochen wurde ein neuer Western produziert. Gene Autry war zum wichtigsten Star der B-Western geworden, dessen Popularität sich durchaus mit der von arrivierten Schauspielern wie Clark Gable messen konnte.
1942 nahm er für mehrere Jahre am Zweiten Weltkrieg teil und kämpfte als Pilot in Nordafrika und im Fernen Osten. Unterdessen hatte sein Konkurrent Roy Rogers an Boden gewonnen und ihn an Popularität überholt. Autry produzierte weiterhin Filme, konnte aber nicht mehr an die früheren Erfolge anknüpfen. Seine Musikkarriere hatte aber nicht gelitten. 1945 hatte er mit At Mail Call Today einen Nummer-eins-Hit in den Country-Charts; 1949 spielte er mit Rudolph, the Red-Nosed Reindeer seine erfolgreichste Single ein, von der über neun Millionen Exemplare verkauft wurden. Mitte der 1950er Jahre wurde er schließlich vom aufkommenden Rock ’n’ Roll verdrängt.

### Geschäftliche Erfolge
1946 gehörte Autry zu den Mitbegründern der Filmstadt Pioneertown. Hier entstanden in den folgenden Jahren unter anderem auch zahlreiche Folgen der Gene Autry Show.
Gene Autry konzentrierte sich in den späteren Jahren überwiegend auf seine geschäftlichen Aktivitäten. Er kaufte mehrere Radio- und Fernsehstationen, gründete einen Musikverlag und erwarb sogar ein Baseball Team, die California Angels. Außerdem besaß er eine Hotelkette. Er galt als eine der wohlhabendsten Persönlichkeiten der Country-Szene. 1969 erhielt er die größte Auszeichnung, die die Country-Musik zu vergeben hat: Er wurde in die Country Music Hall of Fame aufgenommen, eine Ehre, die nur sehr wenigen zu Lebzeiten zuteilgeworden war.

### Freimaurerei
Autry war Freimaurer und wurde in der Catoosa Lodge No. 185 zum Meister erhoben.

### Tod
Gene Autry starb am 2. Oktober 1998 im Alter von 91 Jahren. Sein Grab befindet sich im Forest Lawn Memorial Park in Los Angeles.

## Filmografie (Auswahl)

### Schauspieler
- 1934: In Old Santa Fe (nicht im Abspann)
- 1934: Mystery Mountain (nicht im Abspann)
- 1935: Fünf Jahre und ein Tag danach (Tumbling Tumbleweeds)
- 1935: Phantom-Reiter (The Phantom Empire)
- 1935: Melody Trail
- 1935: Sagebrush Troubadour
- 1935: Das Todesurteil (The Singing Vagabond)[9]
- 1936: Comin’ ’Round the Mountain
- 1936: Dynamit für Schleuse 5 (Red River Valley)
- 1936: Guns and Guitars
- 1936: Oh, Susanna!
- 1936: Ride Ranger Ride
- 1936: The Big Show
- 1936: The Old Corral
- 1936: The Singing Cowboy
- 1937: Boots and Saddles
- 1937: Das schwarze Gold (Git Along Little Dogies)[10]
- 1937: Der Jodeljunge vom Pinienwald (Yodelin’ Kid from Pine Ridge)[11]
- 1937: Ein Cowboy in Afrika (Round-Up Time in Texas)[12]
- 1937: Manhattan Merry-Go-Round
- 1937: Public Cowboy No. 1
- 1937: Rootin’ Tootin’ Rhythm
- 1937: Springtime in the Rockies
- 1938: Drei Lümmel in Texas (Prairie Moon)[13]
- 1938: Gold Mine in the Sky
- 1938: Das Gold der Betsy Lee-Mine (The Man from Music Mountain)[14]
- 1938: Rhythm of the Saddle
- 1938: The Old Barn Dance
- 1938: Western Jamboree
- 1939: Blue Montana Skies
- 1939: Bomben auf Texas (In Old Monterey)
- 1939: Der große Milchkrieg von Colorado (Colorado Sunset)[15]
- 1939: Home on the Prairie
- 1939: Mexicali Rose
- 1939: Mountain Rhythm
- 1939: Rovin’ Tumbleweeds
- 1939: South of the Border
- 1941: Kaviar gegen Weideland (The Singing Hill)[16]
- 1941: Ridin’ on a Rainbow
- 1947: Verwegene Männer im Sattel (The Last Round-Up)
- 1947: Die Dame und der Cowboy (Saddle Pals)
- 1948: Geladene Pistolen (Loaded Pistols)
- 1949: The Cowboy and the Indians
- 1949: Männer mit eisernen Nerven (Riders oh the Whistling Pines)
- 1949: Gespensterreiter (Riders in the Sky)
- 1950–1955: The Gene Autry Show (91 Folgen)

## Diskografie

### Alben
| Jahr | Titel                                                                     | Höchstplatzierung, Gesamtwochen, AuszeichnungChartplatzierungen (Jahr, Titel, Platzierungen, Wochen, Auszeichnungen, Anmerkungen) | Höchstplatzierung, Gesamtwochen, AuszeichnungChartplatzierungen (Jahr, Titel, Platzierungen, Wochen, Auszeichnungen, Anmerkungen) | Höchstplatzierung, Gesamtwochen, AuszeichnungChartplatzierungen (Jahr, Titel, Platzierungen, Wochen, Auszeichnungen, Anmerkungen) | Anmerkungen |
| Jahr | Titel                                                                     | CH | US | Country | Anmerkungen |
| ---- | ------------------------------------------------------------------------- | --- | --- | --- | ----------- |
| 1976 | South of the Border, All American Cowboy                                  | — | — | Country42 (6 Wo.)Country | Republic    |
| 1976 | Cowboy Hall of Fame                                                       | — | — | Country44 (4 Wo.)Country | Republic    |
| 2003 | Rudolph the Red Nosed Reindeer and Other Christmas Classics               | CH84 (1 Wo.)CH | US21 (40 Wo.)US | Country1 (44 Wo.)Country |             |
| 2022 | The Original: Gene Autry Sings Rudolph the Red Nosed Reindeer & Other ... | — | US48 (3 Wo.)US | Country13 (3 Wo.)Country |             |

grau schraffiert: keine Chartdaten aus diesem Jahr verfügbar

### Singles
| Jahr | Titel Album                                      | Höchstplatzierung, Gesamtwochen, AuszeichnungChartplatzierungen (Jahr, Titel, Album, Platzierungen, Wochen, Auszeichnungen, Anmerkungen) | Höchstplatzierung, Gesamtwochen, AuszeichnungChartplatzierungen (Jahr, Titel, Album, Platzierungen, Wochen, Auszeichnungen, Anmerkungen) | Höchstplatzierung, Gesamtwochen, AuszeichnungChartplatzierungen (Jahr, Titel, Album, Platzierungen, Wochen, Auszeichnungen, Anmerkungen) | Höchstplatzierung, Gesamtwochen, AuszeichnungChartplatzierungen (Jahr, Titel, Album, Platzierungen, Wochen, Auszeichnungen, Anmerkungen) | Anmerkungen |
| Jahr | Titel Album                                      | CH | UK | US | Country | Anmerkungen |
| ---- | ------------------------------------------------ | --- | --- | --- | --- | --- |
| 1944 | I’m Thinking Tonight of My Blue Eyes –           | — | — | — | Country3 (7 Wo.)Country | |
| 1944 | I Hang My Head and Cry –                         | — | — | — | Country4 (1 Wo.)Country | |
| 1945 | Gonna Build a Big Fence Around Texas –           | — | — | — | Country2 (8 Wo.)Country | |
| 1945 | Don’t Fence Me In –                              | — | — | — | Country4 (3 Wo.)Country | |
| 1945 | At Mail Call Today –                             | — | — | — | Country1 (22 Wo.)Country | |
| 1945 | I’ll Be Back –                                   | — | — | — | Country7 (2 Wo.)Country | |
| 1945 | Don’t Hang Around Me Anymore –                   | — | — | — | Country4 (2 Wo.)Country | |
| 1945 | I Want to Be Sure –                              | — | — | — | Country4 (1 Wo.)Country | |
| 1945 | Don’t Live a Lie –                               | — | — | — | Country4 (1 Wo.)Country | |
| 1946 | Silver Spurs (On the Golden Stairs) –            | — | — | — | Country4 (5 Wo.)Country | |
| 1946 | I Wish I Had Never Met Sunshine –                | — | — | — | Country3 (7 Wo.)Country | |
| 1946 | Wave to Me, My Lady –                            | — | — | — | Country4 (8 Wo.)Country | |
| 1946 | You Only Want Me When You’re Lonely –            | — | — | — | — | |
| 1946 | Have I Told You Lately that I Love You? –        | — | — | — | Country3 (11 Wo.)Country | |
| 1946 | Someday (You’ll Want Me to Want You) –           | — | — | — | Country4 (3 Wo.)Country | |
| 1947 | You’re Not My Darlin’ Anymore –                  | — | — | — | Country3 (2 Wo.)Country | |
| 1948 | Here Comes Santa Claus (Down Santa Claus Lane) – | CH63 (2 Wo.)CH | UK89 Silber · (1 Wo.)UK | US8 (32 Wo.)US | Country4 (10 Wo.)Country | in US zahlreiche Wiedereinstiege, in CH erst 2023, in UK erst 2024 platziert, siehe Liedartikel #1 der deutschen Trend-Charts am 29. Dezember 2023 |
| 1948 | Buttons and Bows –                               | — | — | — | Country6 (12 Wo.)Country | |
| 1949 | Rudolph, the Red-Nosed Reindeer –                | — | — | US1 Gold · (45 Wo.)US | Country4 (13 Wo.)Country | mit The Pinafores |
| 1950 | Peter Cottontail –                               | — | — | US5 (7 Wo.)US | Country3 (4 Wo.)Country | |
| 1950 | Frosty the Snow Man –                            | — | — | US7 (6 Wo.)US | Country4 (4 Wo.)Country | mit The Cass County Boys |
| 1951 | Old Soldiers Never Die –                         | — | — | — | — | |

grau schraffiert: keine Chartdaten aus diesem Jahr verfügbar
Weitere Singles
- 1931: A Face I See at Evening
- 1933: The Last Round-Up
- 1934: Cowboy’s Heaven
- 1935: That Silver-Haired Daddy of Mine (mit Jimmie Long)
- 1935: Tumbling Tumbleweeds
- 1935: Mexicali Rose
- 1935: Take Me Back to My Boots and Saddle
- 1937: Gold Mine in the Sky
- 1939: South of the Border
- 1939: Back in the Saddle Again
- 1941: Blueberry Hill
- 1941: You Are My Sunshine
- 1941: Lonely River
- 1946: Over and Over Again
- 1949: Ghost Riders in the Sky
- 1952: Up on the Housetop
- 1957: Nobody’s Darlin’ but Mine